# Almindelig lysmos
Almindelig lysmos (Schistostega pennata) er et sjældent mos i mørke huller og klipperevner. Det findes i Danmark kun på Bornholm. Det videnskabelige artsnavn pennata betyder 'fjerformet' (af latin penna fjer) og hentyder til bladenes stilling på de sterile planter.
Lysmos kaldes også nisseguld og drageguld og grunden til det er, at lysmos kun reflekterer grønligt lys fra bestemte vinkler, hvilket forvirrer og "snyder" finderne, da det grønlige lys ("guldet") forsvinder, når man flytter sig eller går tættere på. Lysmos indeholder kugleudsnitlignende celler som fungerer som linser der koncentrerer lyset, så lysmosset kan leve steder med svag belysning hvor andre planter ikke kan gro. Mossets kloroplastre absorberer kun blåligt og rødligt lys; rest grønligt lys, der reflekteres. Lysmos foretrækker fugtig mineralske jorde med en svag belysning, såsom refleksion fra en vandoverflade - og gror derfor på væltede trærødder, indgange til dyretunneler og huler.